# حاجی‌آباد (خلخال)
حاجی‌آباد یکی از روستاهای استان اردبیل است که در بخش مرکزی شهرستان خلخال واقع شده‌است.